# Josef Štandera
Josef Štandera (1810 Dobruška – 28. listopadu 1863 Prostějov) byl český divadelní herec, režisér, podnikatel a divadelní ředitel, významná postava rozvoje českého divadla a divadla v Čechách obecně. Od roku 1851 působil mimo jiné jako provozní ředitel a divadelní malíř v souboru vedeného Josefem Kajetánem Tylem. Roku 1861 pak založil a vedl vlastní Štanderovu hereckou společnost, který se roku 1863 stal prvním profesionálním souborem hrajícím představení v češtině na území Moravy.

## Život

### Mládí
Narodil se v Dobrušce ve východních Čechách do česky mluvící rodiny. Posléze se přesunul do Hradce Králové, kde získal měšťanské právo. Patrně zde začal účinkovat v českých ochotnických společnostech. Dlouhodobě vyvíjel snahy o vznik profesionálního českého souboru, který by v Hradci mohl působit.

### Zöllnerova společnost

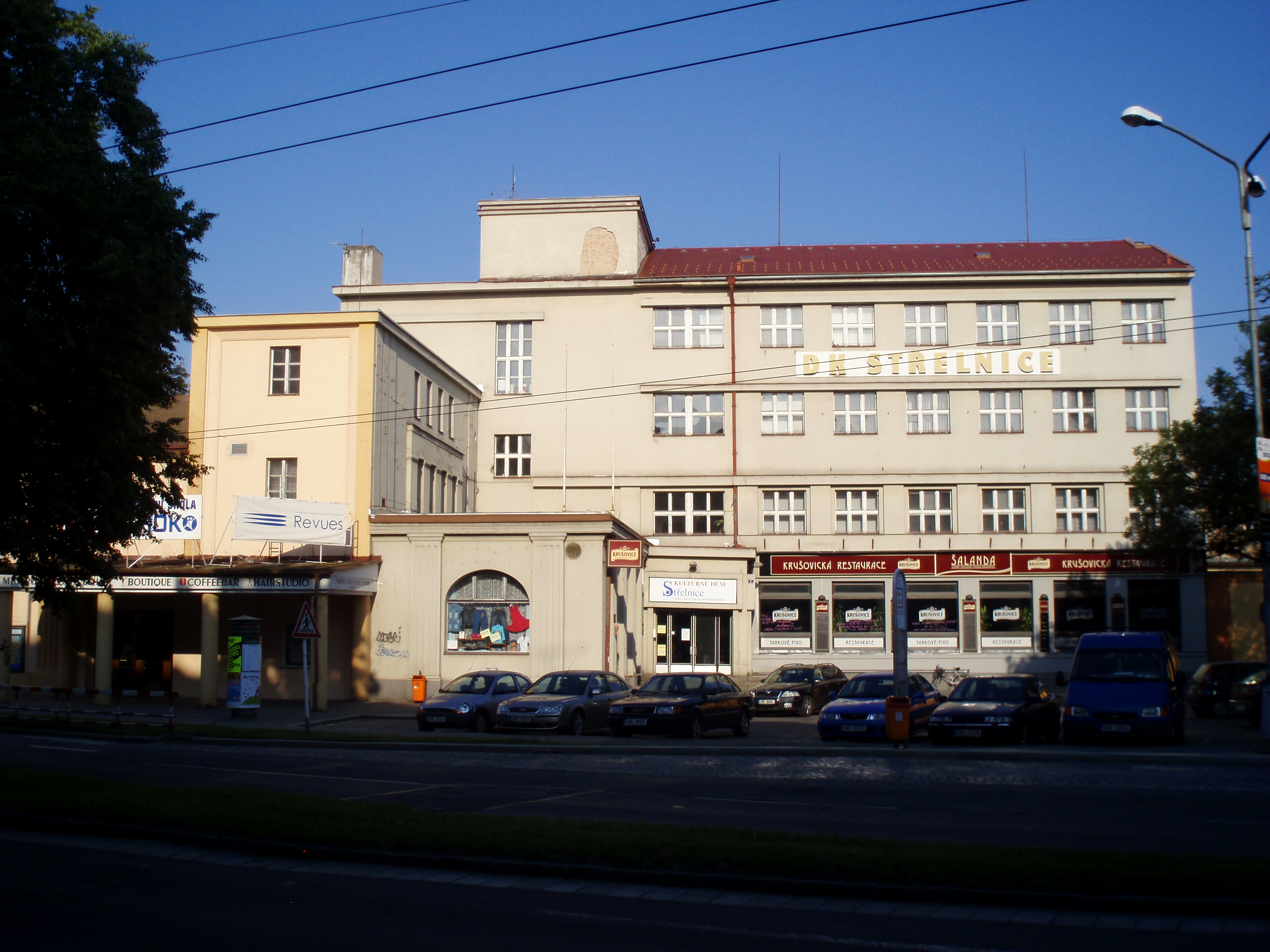
Kulturní dům Střelnice v Hradci Králové na místě někdejší divadelní arény

Posléze se spojil s Josefem Kajetánem Tylem, členem Stavovského divadla a vedoucího zdejší česky hrající divadelní společnosti. Tyl sjednal spolupráci s Hereckou společností Filipa Zöllnera. Finančně ji zajistil herec a režisér Filip Zöllner, Tyl vykonával funkci uměleckého vedoucího, Štandera zajišťoval technické a finanční vedení souboru. Roku 1853 nechal Zöllner pro svou společnost vystavět mohutnou dřevěnou divadelní arénu na Střelnici v Hradci Králové pro několik set diváků. Dramaturgie repertoáru byla orientována primárně na početné česky mluvící publikum ve městě.Členy hereckého souboru byli kromě Kramueleho, Zöllnera, Tyla a Štandery (v epizodních rolích) například Magdalena Forchheimová, František Krumlovský, Anna Forchheimová-Rajská, E. Rott, Josef Karel Chramosta, Antonín Mušek, František Josef Čížek, František Pokorný, později V. Svoboda, jako velmi mladý v zde působil též F. F. Šamberk, pozdější úspěšný dramatik. Posléze začal soubor kočovat.
Společnost odehrála řadu repríz inscenací dramat od dramaturga společnosti Tyla, dále Václava Klimenta Klicpery, Jana Nepomuka Štěpánka, F. B. Mikovce, Rodericha Benedixe, ale též například Friedricha Schillera. Soubor začal jako jeden z prvních nabízet profesionální představení v češtině a slavil velké komerční úspěchy. Výjimečně hrál představení také v němčině. Vyjížděl na až dvouměsíční turné, především ve východních, středních a jižních Čechách. V letech 1853 až 1856 hostoval postupně v Hradci Králové, Kutné Hoře, Mladé Boleslavi, Pardubicích, Čáslavi, Jičíně, Turnově, Hořicích, Chrudimi, Litomyšli, Mnichově Hradišti, Německém Brodě, Jindřichově Hradci, Českých Budějovicích, Třeboni, Vodňanech, Strakonicích, Příbrami a v Měšťanském divadle v Plzni. Během plzeňského hostování zde zemřel 11. července 1856 Josef Kajetán Tyl, klíčový člen souboru. Zöllner se ujal uměleckého a režijního vedení souboru osobně, ale především z důvodu nedostatečné znalosti češtiny byl za výsledky své práce kritizován a soubor dlouhodobě ztrácel uměleckou úroveň.
Štandera následně roku 1859 přešel ke Kullasově herecké společnosti vedené Josefem Kullasem, kde působil jako umělecký vedoucí a režisér.

### Štanderova společnost
Roku 1862 pak založil vlastní divadelní společnost. Společnost uváděla hry v češtině, včetně celé řady Tylových titulů, kočovala především po českém venkově. 8. února 1863 pak Štanderova společnost jako první česky hrající soubor získala hereckou koncesi pro moravská města vyjma Brna a Olomouce. Své první představení odehrála 8. dubna1863 v Kroměříži. následně pak hrála také v Prostějově, Přerově, Holešově či Hranicích. Soubor Štandera vedl až do své smrti.

### Úmrtí
Josef Štandera zemřel 28. listopadu 1863 v Prostějově a byl zde pravděpodobně také pohřben.
Po jeho smrti převzal koncesi a vedení divadelní společnosti jeho syn Josef Štandera mladší.

### Rodinný život
Josef Štandera byl ženatý, se svou ženou měli několik potomků. Syn Josef J. Štandera se posléze stal redaktorem prostějovského listu Hlas lidu.